# Rhodostrophia herbicolens
Rhodostrophia herbicolens är en fjärilsart som beskrevs av Butler 1883. Rhodostrophia herbicolens ingår i släktet Rhodostrophia och familjen mätare. Inga underarter finns listade.